# Yahoo!
Yahoo! Inc. was een Amerikaans bedrijf dat vooral bekend is van zijn portaalsite en zoekmachine. De e-maildienst Yahoo! Mail behoorde samen met Outlook.com en Gmail tot de marktleiders op het gebied van gratis aanbieders van internetdiensten. In 2017 werden de internetdiensten verkocht aan Verizon Communications en het bedrijf veranderde de naam in Altaba. Het is de intentie om de resterende belangen te verkopen en uit te keren aan de aandeelhouders.

## Geschiedenis
Yahoo!, opgericht door Jerry Yang en David Filo, begon als "Jerry and David's Guide to the World Wide Web". Al na enkele maanden werd gekozen voor de naam Yahoo!. Dat is een acroniem van "Yet Another Hierarchical Officious Oracle", maar Filo en Yang blijven erbij dat ze de naam kozen vanwege de algemene definitie, voortgekomen uit Gullivers reizen van Jonathan Swift: "onbeleefd, ongeraffineerd, onbeschaafd persoon". Om deze reden hoort "Yahoo!" uitgesproken te worden met de nadruk op de eerste lettergreep. Yahoo! was aanvankelijk alleen gehost vanuit een werkstation (Akebono), terwijl de software verbleef op Filo's computer (Konishiki). "Yet Another" gaat terug tot het Unix-programma yacc, hetgeen "Yet Another Compiler Compiler" betekent.
Yahoo! ging op 12 april 1996 met een initiële opbrengst van US$ 33,8 miljoen (door een verkoop van 2,6 miljoen aandelen van $13 per stuk) naar de beurs.
De populariteit van Yahoo! steeg en daarmee de aanbiedingen van verschillende internetdiensten, zodat het als het ware een warenhuis werd voor activiteiten op het internet. Het bedrijf had Yahoo! Mail (een webmaildienst), Yahoo! Messenger (een instant messenger), Yahoo! Games, Yahoo! Entertainment, een veiling en onder meer informatieportalen. Veel van deze activiteiten waren ooit onafhankelijke bedrijfjes, die werden opgekocht door het bedrijf. Veel van deze overnames waren controversieel en ongewenst volgens de oorspronkelijke gebruikers. Yahoo! had bovendien vele samenwerkingscontracten met diverse telecommunicatiebedrijven.
In het najaar van 2002 kocht Yahoo! een grote groep bedrijven op om de eigen zoekmachine te ondersteunen. In december 2002 kocht het bedrijf Inktomi en in juli 2003 Overture Services (en de dochtermaatschappijen AltaVista en AlltheWeb). Op 18 februari 2004 liet Yahoo! de Google-aangedreven zoekresultaten voor wat het is en ging de eigen ontwikkelde technologie gebruiken voor hun site.
In maart 2005 verwierf het bedrijf een meerderheid in Ludicorp en kwam daardoor in het bezit van de fotosite Flickr.
In juni 2005 verwierf Yahoo! blo.gs, een service gebaseerd op RSS-aggregatie, voornamelijk weblogs (vandaar de naam), met een eenvoudige lijst van snel geactualiseerde weblogs, geordend naar datum van update. Blo.gs was het eerste internetbedrijf met een onconventionele domeinextensie. Yahoo! verwierf Delicious als tweede in deze ranglijst.
In augustus 2005 bereikte Yahoo! een overeenkomst met Alibaba Group. Dit startende Chinese internetbedrijf en Yahoo! spraken een strategische samenwerking af. Yahoo! bracht de Yahoo! China activiteiten in en met Alibaba ging ze samenwerken om de positie in de Chinese markt te verstevigen. Yahoo! kocht verder voor US$ 1 miljard aandelen Alibaba om de laatste het noodzakelijk kapitaal te verstrekken. Na de koop had Yahoo! zo'n 40% van de aandelen en 35% van het stemrecht in de Alibaba Group en was daarmee de grootste aandeelhouder.
Op 4 april 2007 liet Microsoft weten enkele maanden eerder een overnamebod op Yahoo! uitgebracht te hebben. De beurskoers van Yahoo! sprong hierop met 16% omhoog en Yahoo! was toen ongeveer US$ 50 miljard waard. Yahoo! bevond zich op dezelfde markt op het gebied van online adverteren als Google en MSN. Yahoo! nam als reactie op de acquisitie van Doubleclick door Google alle aandelen van het Amerikaanse online advertentiebureau Right Media over. De overname ging niet door, maar samenwerking om een gemeenschappelijk front tegen Google te vormen werd niet uitgesloten.

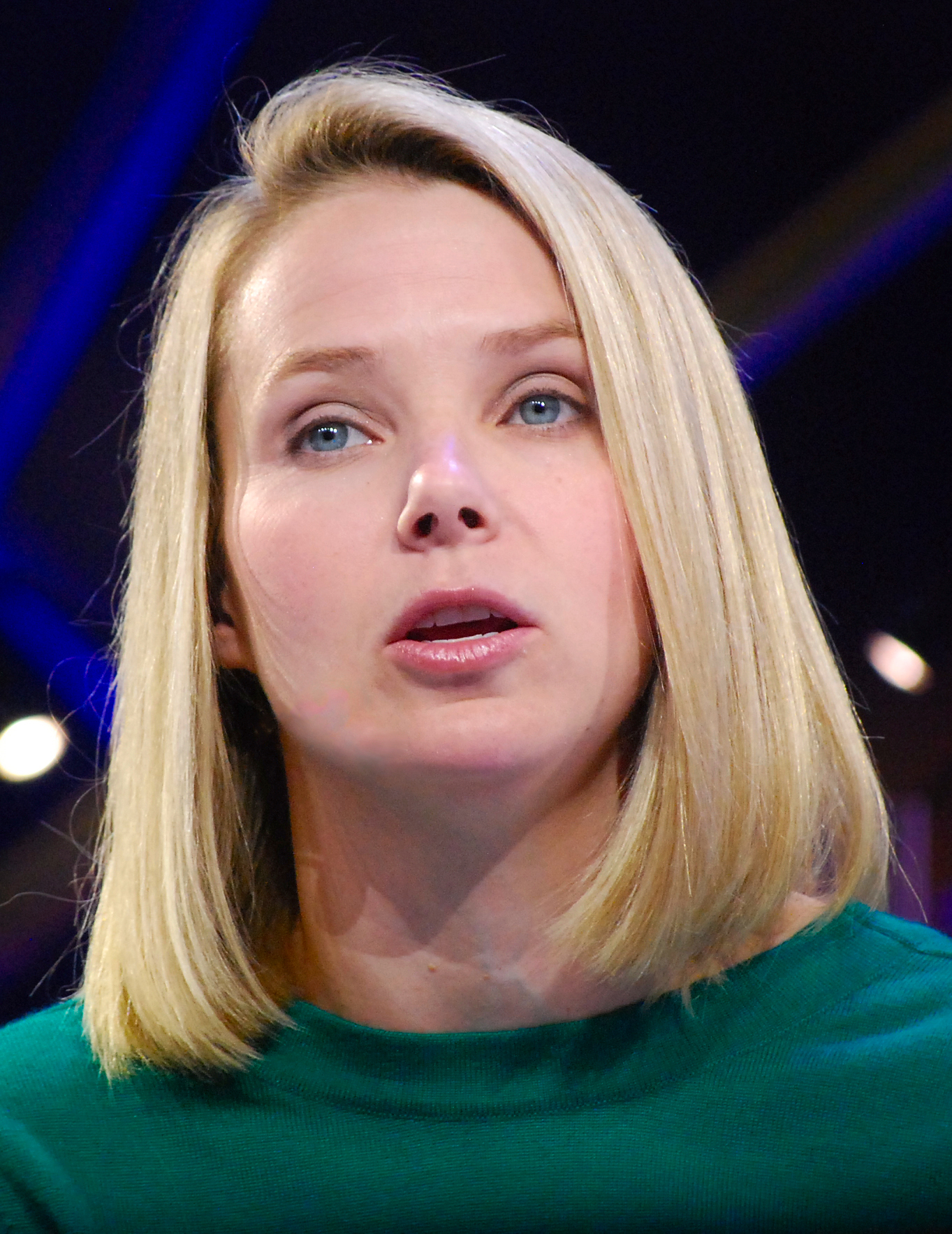
CEO Marissa Mayer

Op 16 juli 2012 werd de 37-jarige Marissa Mayer benoemd tot CEO van Yahoo! en een dag later begon zij. Zij werd daarmee de zevende CEO van Yahoo! in minder dan vijf jaar. Voormalig directeur Farzad Nazem ging op 8 juni 2007 op zijn 45ste met pensioen, na 26 jaren in de ICT-sector gewerkt te hebben. Medeoprichter Jerry Yang nam de taken tijdelijk over, totdat hij een geschikte kandidaat vond. Nazem verving Dan Rosensweig begin 2007 als COO (Chief Operating Officer) oftewel algemeen directeur. Ook Terry Semel (voormalig CEO) was vanaf eind juni 2007 geen topman meer bij Yahoo!. Medeoprichter Jerry Yang nam dit tijdelijk van hem over. Semel nam ontslag na verhitte discussies over zijn buitenproportioneel hoge beloning. Verschillende CEO-wisselingen resulteerden in september 2011 in een tijdelijke hoofdrol voor Tim Morse die evenals in 2008 te maken kreeg met een vijandig bod van Microsoft op het bedrijf. Op 13 mei 2012 nam een nieuwe CEO, Ross Levinson, de plaats in van de vorige die een deel van zijn cv gefingeerd had. Levinson maakte op 17 juli in hetzelfde jaar alweer plaats voor de van Google afkomstige Marissa Mayer.

### Opsplitsing
Begin 2015 lanceerde Yahoo! het plan om het waardevolle belang in Alibaba af te stoten. Aanvankelijk wilde men de Alibaba-aandelen verkopen, maar dit zou leiden tot een forse belastingaanslag van minimaal US$ 8 miljard van de Amerikaanse belastingdienst. Yahoo! richtte nu een nieuw beursgenoteerd bedrijf op waarin alle internetactiviteiten werden gebundeld, exclusief het aandelenbelang in Alibaba. Yahoo! wilde met deze actie de eigen marktwaarde verhogen. Deze was anno 2015 US$ 35 miljard, waarvan US$ 30 miljard voor het belang in Alibaba. Verder had Yahoo! nog een aandelenbelang van 35% in Yahoo! Japan.
In februari 2016 maakte Yahoo! bekend 15% van het personeel te gaan ontslaan, oftewel ongeveer 1500 werknemers. Yahoo! wilde de kosten verminderen en overwoog verder nog enkele bedrijfsonderdelen te gaan afstoten.
In juli 2016 werd bekend dat het Amerikaanse telefoonbedrijf Verizon Communications voor US$ 4,8 miljard Yahoo! zou overnemen. In 2015 had Verizon al AOL gekocht en het bedrijf wilde de twee bedrijven samenvoegen om zo meer te verdienen aan de verkoop van advertenties. Niet alles van Yahoo! ging over: de aandelen in Alibaba en sommige patenten bleven bij Yahoo! achter. In februari 2017 werd bekend dat Verizon US$ 350 miljoen minder ging betalen voor Yahoo!. De lagere prijs was het gevolg van twee grote datalekken bij Yahoo! in 2013 en 2014. Op 13 juni 2017 werd de transactie afgerond.
Na de overname van de bedrijfsactiviteiten van Yahoo! door Verizon, bleef een beperkt aantal deelnemingen achter. Het belang in Alibaba was veruit het meest geld waard, maar verder was er nog een belang van 35% in Yahoo! Japan en wat geld. Op 16 juni 2017 werd een nieuwe naam geïntroduceerd, Altaba, dit is een samentrekking van de woorden "Alternative" en "Alibaba". In 2019 werd een plan gelanceerd om het bedrijf op te doeken. De belangen werden verkocht en in september 2019 kregen de aandeelhouders US$ 51,50 per aandeel uitgekeerd. Op 2 oktober 2019 was afwikkeling van Altaba zo ver gevorderd dat de NASDAQ besloot de notering van het aandeel te staken. Altaba had korte tijd daarvoor de rechter gevraagd de formele beëindiging van het bedrijf toe te staan.

### Resultaten
De omzet van Yahoo! was redelijk stabiel. De resultaten in 2012 en 2014 waren zeer hoog vanwege hoge winsten op de verkoop van Alibaba Group aandelen. In 2012 leverde dit een winst voor belastingen op van US$ 4,6 miljard en in 2014 nog eens ruim US$ 10 miljard. Het grote verlies in 2015 was vooral het gevolg van een grote afboeking van goodwill ter waarde van US$ 4,5 miljard. In juni 2017 werden de bedrijfsactiviteiten verkocht aan Verizon, hiermee werden bijna de gehele omzet en nagenoeg al het personeel afgestoten.
| Jaar | Omzet | Nettoresultaat | Werknemers |
| ---- | ----- | -------------- | ---------- |
| 2007 | 3,0   | 0,9            | 12.300     |
| 2008 | 3,2   | 1,0            | 13.000     |
| 2009 | 3,8   | 1,0            | 13.300     |
| 2010 | 6,3   | 1,2            | 13.700     |
| 2011 | 5,0   | 1,0            | 12.300     |
| 2012 | 5,0   | 3,9            | 11.700     |
| 2013 | 4,7   | 1,4            | 12.200     |
| 2014 | 4,6   | 7,5            | 12.500     |
| 2015 | 5,0   | –4,8           | 11.260     |
| 2016 | 5,2   | –0,2           |            |

## Gratis e-mail
Yahoo! leverde gratis e-mail. De maximale opslagruimte voor e-mails bedroeg sinds de zomer van 2005 één gigabyte. Hiermee ging Yahoo! de concurrentiestrijd met Google aan die in het voorjaar van 2004 met de webmailclient Gmail één gigabyte aan schijfruimte bood. Voor uitgaande e-mails werd het mogelijk om bijlagen mee te sturen tot tien megabyte.
Vanaf juni 2007 kreeg de Yahoo!-klant ongelimiteerde ruimte om zijn e-mails in op te slaan. In 2013 werd dat omgevormd naar één terabyte.
Verder besloeg het e-mailaccount een database die door de gebruiker ingevoerd en onderhouden kon worden. Er was de mogelijkheid om een bestaande Microsoft Outlook-database (.CSV) en Palm Desktop- (.ABA) en Netscape-bestanden (.LDIV) in te voeren en uit te voeren. Het e-mailaccount was synchroon met een kalender. Hierin konden afspraken en planningen opgeslagen worden. De gebruiker beschikte ook over een kladblok voor aantekeningen, die men desgewenst in mappen kon rangschikken.
Binnenkomende post kon desgewenst gestructureerd worden in mappen per contactpersoon. Als laatste beschikte de gebruiker over een zoekmachine om binnen zijn/haar e-mails op titel of inhoud te zoeken. Alle bijlagen van uitgaande en binnenkomende e-mails werden gescand door Norton AntiVirus en SpamGuard. Verder was de interface van de mailbox aan te passen op kleur en diverse thema's.
In 2017 kwam Yahoo! Mail in handen van Verizon.

## In het nieuws
Begin 2014 onthulde Edward Snowden dat de Britse geheime dienst (GCHQ) met medewerking van de NSA in het programma Optic Nerve stiekem privé-webcambeelden capteerde van zo'n 1,8 miljoen, niet-geselecteerde gebruikers van Yahoo! Messenger.
Yahoo! maakte in september 2016 bekend dat hackers de gegevens, zoals namen, telefoonnummers, versleutelde wachtwoorden en geboortedata, van 500 miljoen gebruikers hebben gestolen. De inbraak in de computers van het bedrijf zou al in 2014 zijn gepleegd.
Nog geen week later werd gemeld dat Yahoo! software heeft ontwikkeld om e-mails van klanten te scannen op informatie die is aangeleverd door de National Security Agency en de FBI. Het bedrijf zegt zich aan de wet te hebben gehouden. Het zou voor het eerst zijn dat een bedrijf op zo'n grote schaal de inlichtingendiensten heeft geholpen met het bespioneren van zijn klanten.
In 2016 werd Yahoo! veroordeeld voor het tegenwerken van het Belgisch gerecht toen Yahoo! weigerde het IP-adres van een veroordeelde oplichter over te maken aan de politie.
In december 2016 maakte Yahoo! weer een hack bekend. In augustus 2013 hebben hackers ingebroken en daarbij informatie van meer dan 1 miljard accounts gestolen. Het gaat om namen, e-mailadressen, telefoonnummers, geboortedata, versleutelde wachtwoorden en beveiligingsvragen met bijbehorende antwoorden, maar geen creditcard- of bankgegevens. Volgens Yahoo! is er geen verband tussen deze hack en die van 2014.

## Onderdelen van Yahoo!
- AltaVista (stopgezet op 8 juli 2013)
- BabelFish (stopgezet in mei 2012, vervangen door Bing Translator)
- blo.gs
- delicious (verkocht door Yahoo! in april 2011)
- Flickr (overgenomen door SmugMug in 2018)
- GeoCities (stopgezet op 26 oktober 2009)
- Yahoo! Mail
- Yahoo! Messenger
- Yahoo! News
- Yahoo! Photos (gestopt in 2007)
- Tumblr (overgenomen in mei 2013 voor 1,1 miljard dollar)